# Henning Bay Nielsen
Henning Bay Nielsen (21 de marzo de 1965) es un deportista danés que compitió en remo. Ganó una medalla de plata en el Campeonato Mundial de Remo de 1990, en la prueba de ocho con timonel ligero.

## Palmarés internacional
| Campeonato Mundial | Campeonato Mundial   | Campeonato Mundial | Campeonato Mundial      |
| Año                | Lugar                | Medalla            | Prueba                  |
| ------------------ | -------------------- | ------------------ | ----------------------- |
| 1990               | Tasmania (Australia) | Medalla de plata   | Ocho con timonel ligero |